# Montferland
Montferland este o comună în provincia Gelderland, Țările de Jos. 

## Localități componente
Azewijn, Beek, Braamt, Didam, Greffelkamp, 's-Heerenberg, Kilder, Lengel, Loerbeek, Loil, Nieuw-Dijk, Oud-Dijk, Stokkum, Wijnbergen, Zeddam.